# Isoramnetina
L'isoramnetina è un flavonolo un tipo di flavonoide.
L'enzima quercetina 3-O-metiltransferasi usa S-adenosil metionina e quercetina per dare S-adenosil omocisteina e isoramnetina
Questa molecola è nota per le sue proprietà antinfiammatorie, antiossidanti anti-adipogeniche e antitumorali.